# ひるパス
ひるパスは、福岡都市圏を運行する西日本鉄道（西鉄）ならびに西鉄グループ各社の路線バスで昼間時間帯に使用できる定額式定期割引乗車券である。
なお、本項では、かつて発売されていたひるパスロングについても記述する。

## 概要
利用者の少ない昼間時間における買い物、レジャー、ビジネスなどでの利用増を目的に、2004年（平成16年）12月1日に1年間の試行として導入し、のちに正式発売に移行した。福岡都市圏9市3郡の指定地域の西鉄バス一般路線全線に10時から17時（ひるパスロングでは23時）までの間、自由に乗車できる。
西鉄がこれ以前に発売開始したグランドパス65やエコルカードと異なり、年齢・身分などの制限がなく、誰でも購入できる。

## 沿革
- 2004年（平成16年）12月1日 「ひるパス」を1年間の試行導入として通用開始（発売開始は同年11月24日）。
- 2005年（平成17年）12月1日 本格通用開始。
- 2009年（平成21年）10月1日 取扱い改定、対象エリア内に限り日田バスが運行する朝倉街道 - 日田・高塚間の急行に乗車できるようになった。
- 2009年（平成21年）11月9日 紙券からnimocaに転換。
- 2010年（平成22年）3月1日 「ひるパスロング」を通用開始（発売開始は同年2月22日）。
- 2013年（平成25年）6月1日 ひるパスでのSF乗車時に、nimocaポイントを加算するサービスの開始（後述）。
- 2015年（平成27年）4月1日 一般向けにも6か月券を通用開始（発売開始は同年3月1日）[1]。
- 2016年（平成28年）4月1日 1年券の通用開始予定（発売開始は同年3月1日）[2]。
- 2017年（平成29年）4月1日 同日分より期間方式での購入が可能になる[3]。
- 2021年（令和3年）6月30日
  - ひるパスロングの発売を終了。
  - SF乗車時のポイントサービスを終了。
- 2024年（令和6年）1月20日 この日の発売分より運賃改定、エリア縮小（九大伊都キャンパス周辺、古賀市、宗像市、朝倉市、福津市、朝倉郡がエリア外となる）の予定[4]。

## 通用時間
曜日を問わず、10時から17時（かつて存在したひるパスロングは23時）までの間が通用時間である。乗車時刻が10時以前であっても降車時刻が10時を過ぎていれば有効。乗車時刻が17時以前であれば降車時刻が17時を過ぎていても有効。乗車バス停の所定の発車時刻が17時以前であっても、実際の発車時刻が17時を過ぎているときは無効。
※導入当初は、乗車時刻にかかわらず原則的に降車時刻が10時から17時の間である場合に限り有効で、降車バス停の所定の到着時刻が17時以前でなおかつ遅延時間が30分以内である場合に限り降車が17時を過ぎていても有効という取扱いであった。

## 利用可能な路線
次項記載の対象エリア内を運行する西鉄グループ（本社、西鉄バス二日市、西鉄バス筑豊、西鉄バス久留米、西鉄バス佐賀、日田バス）の一般路線バス
- エリア内であれば快速、急行、特別快速、臨時バス及び都市高速、福岡前原道路を経由するバスも対象。
- 高速バス、特急バス、定期観光バス、コミュニティバスはエリア内でも対象外。

### 対象エリア
ワイドエコルカードと同一で、すべて福岡県。なお、例外もある（後述）。
- 福岡市、筑紫野市、太宰府市、大野城市、春日市、古賀市、宗像市、朝倉市、福津市、那珂川市
- 糟屋郡宇美町、粕屋町、篠栗町、志免町、新宮町、須恵町、久山町
- 朝倉郡筑前町、東峰村

### 特殊な取扱い
- 筑紫野線（17番）は、対象エリア外の福岡県小郡市内でも利用できる。
2008年3月まで運行されていた佐賀橋 - 板屋線（無番）も対象エリア外の佐賀県吉野ヶ里町を経由（停留所は無い）していたが利用できた。
- 以下の対象エリア内外を跨ぐ路線は、対象エリア内の境界バス停とエリア外の乗降バス停との間の運賃を支払う必要がある。

| 路線名   | 行先番号 | 運行区間                    | エリア内境界バス停 | エリア外境界バス停     |
| -------- | -------- | --------------------------- | ------------------ | ---------------------- |
| 波津線   | 20番     | 赤間営業所 - 海老津駅       | 城山峠（宗像市)    | 赤鳥居（岡垣町)        |
| 浮羽支線 | 無番     | 杷木 - コミュニティセンター | 昭和橋（朝倉市）   | 筑後川温泉（うきは市） |
| 杷木線   | 無番     | 杷木 - 日田                 | 穂坂（朝倉市）     | 発電所前（日田市）     |

## nimocaポイント
時間外・エリア外・同乗者など、ひるパス（ロングを含む）の搭載されたnimocaからバス運賃を支払う場合、通常付与される2%のnimocaポイントに加えて、4日以内に別途8%のポイントが付与されていた。

## 発売券種・価格
1か月用、3か月用、6ヶ月用、1年用がある。ひるパスは1か月6,000円、3か月15,000円、6ヶ月30,000円、1年60,000円。ひるパスロングは1か月9,000円、3か月24,000円、6ヶ月48,000円、1年96,000円。また、企業契約の場合に限り持参人に有効な券も存在する（6ヶ月用・1年用のみで、ひるパスが6か月28,000円、1年56,000円、ひるパスロングは6か月45,000円、1年90,000円）。
いずれも通用期間の開始日は月の初日（毎月1日）のみであるが、2017年度分からは期間方式（例：4月7日から5月6日まで（一ヶ月券の場合））が追加設定される。同様の方式を採っている『エコルカード・ワイドエコルカード・筑豊エコルカード』でも同日分から期間方式と併用になる。